# 22. december
22. december er dag 356 i året i den gregorianske kalender (dag 357 i skudår). Der er 9 dage tilbage af året.
Dagens navn er Japetus. I nyere tid omtales dagen af og til som "Lille bitte juleaften".[kilde mangler]

### Begivenheder
Født - Dødsfald
- 69 - Den romerske kejser Vitellius myrdes.
- 1894 - Den franske officer Alfred Dreyfus deporteres til Djævleøen uskyldigt dømt for forræderi i en krigsretssag;  de anti-semitiske undertoner i sagen skaber stort røre i hele Europa.
- 1895 - Wilhelm Röntgen, tysk fysiker, tager det første røntgenbillede af sin hustrus hånd.
- 1929 - I London indledes forhandlinger om at give Indien status som britisk dominion.
- 1933 - Der afsiges dom i rigsdagsbrandsagen i Berlin. Hollænderen Marinus van der Lubbe dømmes til døden, mens de øvrige frikendes - dog uden at blive løsladt fra fængslet.
- 1956 - De sidste engelsk-franske tropper fra Suez-aktionen i oktober forlader Egypten.
- 1971 - Kurt Waldheim vælges til generalsekretær for FN efter U Thant.
- 1974 - Politiet anholder 35 julemænd fra teatergruppen "Solvognen", mens de gavmildt uddeler varer fra Magasin og Illum til forbipasserende.
- 1978 - Ritt Bjerregaard trækker sig fra posten som undervisningsminister efter det er kommet frem at hun i Paris har boet i en luksussuite på Hotel Ritz på statens regning
- 1986 - 3 forklædte røvere tømmer kassen i Daells Varehus og stikker af med byttet - 5½ mio. kr. - i en barnevogn.
- 1989 - Rumæniens præsident Nicolae Ceaușescu afsættes efter voldsomme protester mod hans styre.
- 1990 - Lech Wałęsa tages i ed som polsk præsident.

### Født
- 1639 - Jean Racine, fransk dramatiker (død 1699).
- 1694 - Hermann Samuel Reimarus, tysk forfatter og filosof (død 1768).
- 1723 - Karl Friedrich Abel, tysk komponist (død 1787).
- 1740 - Peter Christian Abildgaard, dansk læge og veterinær (død 1801).
- 1843 - Julius Bechgaard, dansk komponist (død 1917).
- 1846 - Oscar Alin, svensk videnskabsmand og politiker (død 1900).
- 1858 - Giacomo Puccini, italiensk komponist (død 1924).
- 1864 - Søren Lemche, dansk arkitekt (død 1955).
- 1872 - Paul Bergsøe, dansk civilingeniør, fabrikant og videnskabelig formidler (død 1963).
- 1883 - Edgard Varèse, fransk-amerikansk komponist (død 1965).
- 1895 - Ib Lunding, dansk arkitekt (død 1983).
- 1896 - Ragnhild Sannom, dansk skuespiller (død 1953).
- 1897 - Max Hansen, tysk-dansk skuespiller og sanger (død 1961).
- 1904 - Minna Jørgensen, dansk skuespiller (død 1975).
- 1907 - Peggy Ashcroft, engelsk skuespiller (død 1991).
- 1918 - Lis Møller, dansk politiker og journalist (død 1983).
- 1922 - Hans Qvist, dansk vittighedstegner (død 1983).
- 1928 - Ib Hansen, kongelig kammersanger (død 2013).
- 1930 - Ole Scherfig, dansk direktør (død 2000).
- 1941 - Dola Bonfils, dansk filminstruktør.
- 1941 - Jens Petersen, dansk fodboldspiller og direktør (død 2012).
- 1943 - Paul Wolfowitz, tidligere amerikansk direktør for Verdensbanken.
- 1944 - Wesley Clark, amerikansk tidligere øverstkommanderende for NATO.
- 1945 - Henning Dyremose, dansk direktør for TDC og tidligere minister.
- 1945 - Georg Metz, dansk redaktør og forfatter.
- 1949 - Jørgen Christensen, dansk amtsborgmester.
- 1949 - Maurice Gibb (død 2003) og Robin Gibb (død 2012), australsk-engelske sangere og sangskrivere fra Bee Gees.
- 1950 - Vibeke Windeløv, dansk filmproducent.
- 1959 - Bernd Schuster, tysk fodboldspiller.
- 1960 - Jean-Michel Basquiat, amerikansk maler (død 1988).
- 1961 - Birger Larsen, dansk filminstruktør og musiker (død 2016).
- 1962 - Ralph Fiennes, engelsk skuespiller.
- 1963 - Brian Lyngholm, dansk håndboldtræner.
- 1968 - Charlotte Sparre, dansk modedesigner.
- 1972 - Vanessa Paradis, fransk sangerinde og skuespillerinde.
- 1974 - Laura Drasbæk, dansk skuespillerinde.
- 1984 - Jonas Altberg, svensk sanger.
- 1991 - Mads Poulsen, IHF-fodboldspiller.

### Dødsfald
- 1701 - Georg Simon Winter von Adlersflügel, tysk ritmester, hestelæge og forfatter (født 1629).
- 1867 - Jacob Jacobsen Dampe, dansk videnskabsmand og politiker (født 1790).
- 1880 - George Eliot, engelsk forfatter (født 1819).
- 1892 - Wilhelm Hellesen, dansk opfinder og virksomhedsgrundlægger (født 1836).
- 1902 - Richard von Krafft-Ebing, tysk-østrigsk psykiater (født 1840).
- 1935 - Emil Wiinblad, dansk redaktør (født 1854).
- 1943 - Beatrix Potter, engelsk forfatter (født 1866).
- 1949 - Svend Olufsen, dansk ingeniør og grundlægger (født 1897).
- 1961 - Johanne Fritz-Petersen, dansk skuespiller (født 1879).
- 1966 - Vagn Bro, dansk politiker og politimester (født 1894).
- 1969 - Otto Gelsted, dansk digter og litteraturkritiker (født 1888).
- 1977 - Kai Julian, dansk kapelmester (født 1893).
- 1984 - Vilhelm Lauritzen, dansk arkitekt (født 1894).
- 1989 - Samuel Beckett, irsk-fransk forfatter (født 1906).
- 2010 - Vivi Markussen, dansk atlet (født 1939).
- 2012 - Mira Wanting, dansk skuespillerinde (født 1978).
- 2014 - Vera Gebuhr, dansk skuespillerinde (født 1916).
- 2014 - Joe Cocker, britisk rock sanger (født 1944).

|  | Denne datoartikel kan blive bedre, hvis der indsættes et (bedre) billede Du kan hjælpe ved at afsøge Wikimedia Commons for et passende billede eller uploade et godt billede til Wikimedia Commons iht. de tilladte licenser og indsætte det i artiklen. |